# Saint-Martin-Lestra
Saint-Martin-Lestra é uma comuna francesa na região administrativa de Auvérnia-Ródano-Alpes, no departamento de Loire. Estende-se por uma área de 16,33 km². Em 2010 a comuna tinha 920 habitantes (densidade: 56,3 hab./km²).